# Панасюк Юрій Володимирович
Ю́рій Володи́мирович Панасю́к (24 лютого 1984, с. Гальчин, Бердичівський район, Житомирська область, Українська РСР — 9 лютого 2015, с. Гранітне, Волноваський район, Донецька область, Україна) — старший сержант Збройних сил України, учасник війни на сході України, стрілець (10-й окремий мотопіхотний батальйон, 30-та окрема механізована бригада).

## З життєпису
Загинув під час мінометного обстрілу села Гранітне (Волноваський район). Разом загинули молодші сержанти Сергій Ковтун та Сергій Фролов, ще 2 вояків зазнали поранень.
По смерті залишилась донька.
Похований у с. Гальчин, Бердичівський район, Житомирська область.

## Вшанування
20 лютого 2015 року на стіні будинку, в якому проживав Герой, встановили меморіальну дошку з його портретом та присвятним написом. Присвятний напис: «У цьому будинку жив Захисник України, який віддав своє життя за збереження єдності і цілісності української держави, молодший сержант Панасюк Юрій Володимирович, 24.02.1984 — 10.02.2015». У написі помилка — вказана дата загибелі 10 лютого, насправді Ю. В. Панасюк загинув 9 лютого. На відкритті меморіальної дошки були присутні представники міської влади, ветеранської організації міста, родина Ю. В. Панасюка, громадськість та сусіди Героя по будинку.
Рішенням Бердичівської міської ради за № 1124 від 25 червня 2015 року «Про внесення змін до рішення міської ради від 18 березня 2009 року „Про затвердження переліку назв площ, вулиць і провулків м. Бердичева“» вулицю 25 Жовтня перейменували на вулицю імені Юрія Панасюка.

## Нагороди
Указом Президента України № 23/2017 від 3 лютого 2017 року «за особисту мужність, виявлену у захисті державного суверенітету та територіальної цілісності України, самовіддане виконання військового обов'язку» нагороджений орденом «За мужність» III ступеня (посмертно).